# 식사장애
식사장애(食事障碍, 영어: eating disorder) 또는 섭식장애(攝食障碍)는 일반적으로 신경성 식욕부진증, 신경성 대식증, 폭식장애, 또는 세 가지가 서로 중복되어 나타나는 경우를 일컫는 장애이다.

## 신경성 식욕부진증
신경성 식욕부진증(Anorexia nervosa, 종종 식욕부진증으로 불린다)은 먹는 것을 의도적으로 중단한다. 식욕부진증을 가지고 있는 환자는 자신이 살이 찌는 것에 대해 강한 두려움을 가지고 있다. 앙상하게 마르기를 원하면서 비록 자신의 죽음이 올지라도 식욕부진증 환자는 모든 칼로리 섭취를 거부한다.

## 신경성 대식증
흔히 대식증(Bulimia Nervosa)이라고 불리는 신경성 대식증은 폭식(binge), 즉 짧은 시간 내에 많은 양의 음식을 섭취하는 것이 특징적이다. 폭식은 대개 먹은 음식과 칼로리를 체내로부터 제거하는 행동 즉, 제거 행동(purging)이 뒤따르게 된다. 어떤 경우에서는 많은 양의 폭식을 하지는 않았지만 자신이 생명을 유지하는 데 필요하다고 결정한 양 이상의 음식을 먹었을 경우에는 그것을 제거하고 싶은 강한 충동을 느끼게 되기도 한다.

### 신경성 대식증의 핵심양상[1]
- 폭식을 하나 자신의 식사 형태가 비정상적이라는 것을 알고 있다.
- 지나치게 제한적인 다이어트, 자기유도 구토, 설사제 복용, 하제 사용, 관장, 이뇨제 복용 또는 지나친 운동 등을 통해 체중을 줄이려고 하는 시도의 반복
- 폭식과 제거 행동이 3개월 동안 평균 최소한 일주일에 두 번 이상 있다.
- 자의적으로 먹는 것을 중단할 수 없다는 데 대한 두려움
- 우울한 기분
- 폭식을 한 후 뒤따르는 자기멸시감
- 자신에 대한 평가가 몸매와 체중에 의해 많은 영향을 받는다.

## 폭식장애
폭식장애는 조절할 수 없는 식사 후에 수치심과 죄책감이 따라오는 것이 특징인 장애이다. 제거 행동을 하지 않는 이러한 폭식장애 환자들은 결국은 체중이 증가하게 된다. 그러나 과체중인 사람들이 모두 이 병에 걸려 있는 것은 아니다. 폭식장애는 스트레스, 심리적인 압박감 그리고 일상적인 문제들을 음식으로 해결하려 하는 심리적인 질환이다.

### 폭식장애의 핵심양상[2]
- 식사 형태가 비정상적이라는 사실을 알면서도 폭식을 하게 된다.
- 자의적으로 먹는 것을 멈출 수 없다는 두려움이 있다.
- 최소한 6개월 동안 매주 2일 이상 지속되는 폭식이 있다.
- 우울증이 있다.
- 폭식 후에는 자신을 경멸하는 생각이 든다.

## 원인
자신의 식사 장애가 자존감과 자신감을 지키기 위한 외적인 해결방법으로 나타나는 것으로 보여진다. 거식증의 경우 환자는 스스로를 사회에 필요한 사람으로 만들기 위해 체중을 줄이는 방법으로 자신의 바램을 실현하려고 한다. 이론적으로 식사 장애를 기분장애의 일종으로 보고 있으며 일부는 식사 장애를 기분장애의 변형으로 보기도 한다. 식사 장애는 기분장애와 같이 환자의 가족력이나 과거력이 유의미한 영향을 준다고 본다. 많은 경우 식사 장애 환자들에게서 기분 저하, 활동력 감소, 실망과 슬픔이 관찰되기도 한다. 이는 임상적으로 기분장애의 일종인 우울증이 있을 수도 있음을 시사하는 부분이다.
또한 식사 장애 자체를 원인으로 보기도 한다. 비정상적이고 제한적인 음식의 섭취가 신체 내부의 화학적 불균형을 유발하고 감정적인 변화를 일으킬 수 있다는 것이다.